# Yo no creo en los hombres
 (срп. Не верујем у мушкарце) мексичка је теленовела, продукцијске куће Телевиса, снимана током 2014 и 2015.

## Синопсис
Марија Долорес је сиромашна девојка, која за живот зарађује креирањем и шивењем вечерњих хаљина, а таленат ка кројењу наследила је од мајке Есперансе. Након што јој убијен отац, она упознаје Максимилијана Бустамантеа, поштеног адвоката који јој нуди помоћ. Упркос томе што се на први поглед међу њима рађају симпатије, они их игноришу јер су обоје у везама. Максимилијано је верен са Малени Сантибањез, размаженом и хировитом девојком која га не воли и вара га са својим тренером тениса. Хулијан, поштени младић који болује од мишићне дистрофије, заљубљен је у Марију Долорес и спреман да учини све за њихову љубав, али га она одувек доживљавала као брата. Она је заљубљена у Данијела Сантибањеза, бескрупулозног и  богатог младића са којим улази у везу. Он се претвара да живи скромно, говори јој да је шофер богаташа, а у ствари је богат и избегава да упозна њену скромну породицу. Живи са мајком Урсулом, сестром Мелани и очухом. После кратке авантуре са Данијелом, Марија остаје трудна, а он је напушта након што му она то саопшти.
Због финансијских проблема породице, Урсула предлаже Данијелу да се ожени Иваном Дувал, богатом, али непривлачном девојком са којом не може да добије дете. Пошто сазна да га је све време варала, Максимилијано раскида веридбу са Малени. Марија Долорес покушава да настави живот како би обезбедила сигурну будућност за своје нерођено дете, али Данијел почиње да је малтретира и приморава да буде са њим. Једне ноћи покушава да је силује, а Хулијан желећи да је заштити бива убијен. Марија Долорес оптужена је за његову смрт и осуђена на 30 година робије. Иако је кључни сведок који зна да је Марија невина, Ивана ту информацију сакрива од полиције јер сматра да јој Марија уништава брак. Девојка се порађа у затвору, а Данијел доказује да је дете његово и добија право на старатељство. Беба завршава у Данијеловим и Иваниним рукама, а Максимилијано преузима овај случај како би доказао да Марија није починила злочин који јој се ставља на терет. Када докаже невиност и изађе на слободу, Марија Долорес започиње жестоку борбу против оца свога детета. Њен циљ је да у своје наручје врати дете које јој је отето, али и веру у живот и мушкарце коју је одавно изгубила.

## Ликови
- Марија Долорес (Адријана Лувијер) - Лепа, талентована и скромна млада жена. Након што невина заврши у затвору, постаје још снажнија и храбрија, спремна да се бори против свих недаћа. Покушава да врати дете које јој је неправедно одузето. После разочарања са Данијелом, заљубљује се у Максимилијана.
- Максимилијано Бустаманте (Габријел Сото) – Атрактиван, згодан и поштен адвокат искрено воли Мелани која га вара. С временом се заљубљује у своју клијенткињу Марију Долорес. Идеалиста је, али веома реалан и зрео човек који обема ногама чврсто стоји на замљи.
- Данијел Сантибањез (Флавио Медина) - Охоли и лажљиви материјалиста, амбициозан и спреман на све. Слепо слуша своју мајку Урсулу. Иако му у почетку служи за забаву, у дубини душе, заљубљен је у Марију Долорес. Стиди се свог избора јер је она девојка из "ниже класе". Како би решио своје финансијске проблеме, жени се Иваном Дувал, непривлачном девојком коју не воли
- Малени Сантибањез (Софи Александер) – Урсулина ћерка и Данијелова сестра, незрела, размажена и лажљива богаташица жељна новца и лаке забаве. Међутим, рањива је. Породица је крива за њено васпитање.
- Урсула Сантибањез (Роса Марија Бијанчи) – Данијелова и Меланина мајка. Огорчена, окрутна, малициозна и похлепна жена. Одрасла је у сиромаштву и због тога не воли људе који је подсећају на прошлост. Манипулише сином којег обожава.

## Глумачка постава

### Главне улоге
| Глумац:          | Улога:                   |
| ---------------- | ------------------------ |
| Адријана Лувијер | Марија Долорес           |
| Габријел Сото    | Максимилијано Бустаманте |

### Споредне улоге
| Глумац:              | Улога:               |
| -------------------- | -------------------- |
| Азела Робинсон       | Хосефа               |
| Флавио Медина        | Данијел Сантибањез   |
| Софи Александер      | Малени Сантибањез    |
| Алехандро Камачо     | Клаудио Сантибањез   |
| Роса Марија Бијанчи  | Урсула де Сантибањез |
| Луз Марија Херез     | Алма де Бустаманте   |
| Фабиола Гуахардо     | Исела                |
| Естефанија Виљареал  | Дорис                |
| Соња Франко          | Ивана                |
| Лени де ла Роса      | Ари                  |
| Мигел Гарса          | др. Линарес          |
| Макарија             | Есперанса            |
| Хуан Карлос Коломбо  | Фермин               |
| Сесилија Тусаинт     | Онорија              |
| Адалберто Пара       | Хасинто              |
| Хорхе Гаљегос        | Орландо              |
| Пабло Перони         | Гери                 |
| Хесус Карус          | Леонардо             |
| Адријана Лабрес      | Џени                 |
| Хосе Марија Негри    | Исидро               |
| Алеида Гаљардо       | Сокоро               |
| Симена Баљинас       | Сандра               |
| Хосе де Хесус Агилар | свештеник Хуан       |
| Хосе Монтини         | Дебели               |
| Елеане Пуел          | Клара Моралес        |
| Педро де Тавира      | Хулијан              |
| Хуан Карлос Барето   | адвокат Аранго       |
| Хосе Анхел Гарсија   | Родолфо              |
| Фернандо Ларањага    | др. Медина           |